# Jesús Gonzáles
Jesús Gonzáles – wenezuelski zapaśnik w stylu wolnym. Srebrny medalista mistrzostw panamerykańskich w 2007 roku.